# Near the Rainbow's End
Pour plus de détails, voir Fiche technique et Distribution.
Near the Rainbow's End est un film américain réalisé par J.P. McGowan, sorti en 1930.

## Synopsis
Malgré leur amitié passée, les éleveurs de bétail Tom et Jim Bledsoe (père et fils) clôturent leurs champs pour empêcher les éleveurs de moutons voisins, Tug Wilson et Buck Rankin, de s'en servir, laissant entendre qu'ils espèrent mettre fin ainsi à leur récente perte de bétail. Buck tire sur Tug lors une dispute pour savoir où emmener les moutons et Jim est accusé de meurtre. Croyant Jim coupable, Ruth, la fille de Tug, aide Buck à le capturer. Jim s'échappe, et un berger révèle la responsabilité de Buck dans le vol du bétail du Bledsoe et le meurtre de Tug.

## Fiche technique
- Titre original : Near the Rainbow's End
- Réalisation : J. P. McGowan
- Scénario : Sally Winters
- Décors : E.R. Hickson
- Photographie : Hap Depew, T. E. Jackson
- Son : C.F. Franklin, Neil Jackson
- Montage : Charles Hunt
- Production : Trem Carr
- Société de production : Trem Carr Productions, Tiffany Productions
- Société de distribution : Tiffany Productions
- Pays de production :  États-Unis
- Langue originale : anglais
- Format : Noir et blanc  — 35 mm — 1,20:1 — son mono
- Genre : Western
- Durée : 58 minutes
- Date de sortie : États-Unis : 10 juin 1930

## Distribution
- Bob Steele : Jim Bledsoe
- Lafe McKee : Tom Bledsoe
- Al Ferguson : Buck Rankin
- Alfred Hewston : Tug Wilson
- Louise Lorraine : Ruth Wilson